# Nick Cannon (album)
Nick Cannon è il primo album in studio del rapper statunitense Nick Cannon, pubblicato nel 2003.

## Tracce
1. Get Crunk Shorty (featuring Ying Yang Twins & Fatman Scoop) – 4:09
2. Feelin' Freaky (featuring B2K) – 3:35
3. Gigolo (featuring R. Kelly) – 3:57
4. Whenever You Need Me (featuring Mary J. Blige) – 4:12
5. You – 4:38
6. I Used to Be in Love (featuring Joe) – 3:38
7. My Rib – 4:31
8. Attitude – 3:42
9. Main Girl (featuring Nivea) – 4:41
10. My Mic (featuring Biz Markie) – 3:52
11. I Owe You – 4:17
12. Your Pops Don't Like Me (I Really Don't Like This Dude) – 3:57